# 宮坂伊兵衛
20代 宮坂 伊兵衛（みやさか いへえ、1893年（明治26年）9月 - 1974年（昭和49年））は、日本の実業家、政治家。長野県諏訪市長（初代）。旧名は宮坂登。

## 来歴
長野県諏訪郡上諏訪町（現諏訪市）に、酒造業「大布屋」第19代宮坂伊兵衛有紹の長男として生まれる。旧制諏訪中学（長野県諏訪清陵高等学校）を経て、早稲田実業学校卒業。家業・宮坂伊兵衛商店、高島銀行で勤務。1921年（大正10年）第20代伊兵衛を襲名し、高島銀行頭取に就任。翌年以降、合併先の第六十三国立銀行、八十二銀行の監査役を務めた。1933年（昭和8年）法人化した宮坂醸造の初代社長となる。その他、諏訪倉庫監査役、昭和倉庫監査役なども務めた。
1936年（昭和11年）上諏訪町会議員に就任。1941年（昭和16年）8月、市制施行で諏訪市が誕生し、同年11月、初代諏訪市長に推挙された。同年12月、林虎雄を市助役に任命するなど、行政組織を確立した。1942年（昭和18年）5月に退任し市長を1期務めた。
退任後は長野県公安委員会委員、諏訪商工会議所会頭などを歴任した。